# Skit Świętych Antoniego i Teodozjusza Pieczerskich w Odrynkach
Skit Świętych Antoniego i Teodozjusza Pieczerskich – prawosławny męski skit, powstały w 2009. Wchodzi w skład diecezji warszawsko-bielskiej Polskiego Autokefalicznego Kościoła Prawosławnego.
Skit znajduje się na obrzeżach wsi Odrynki, w uroczysku Kudak.

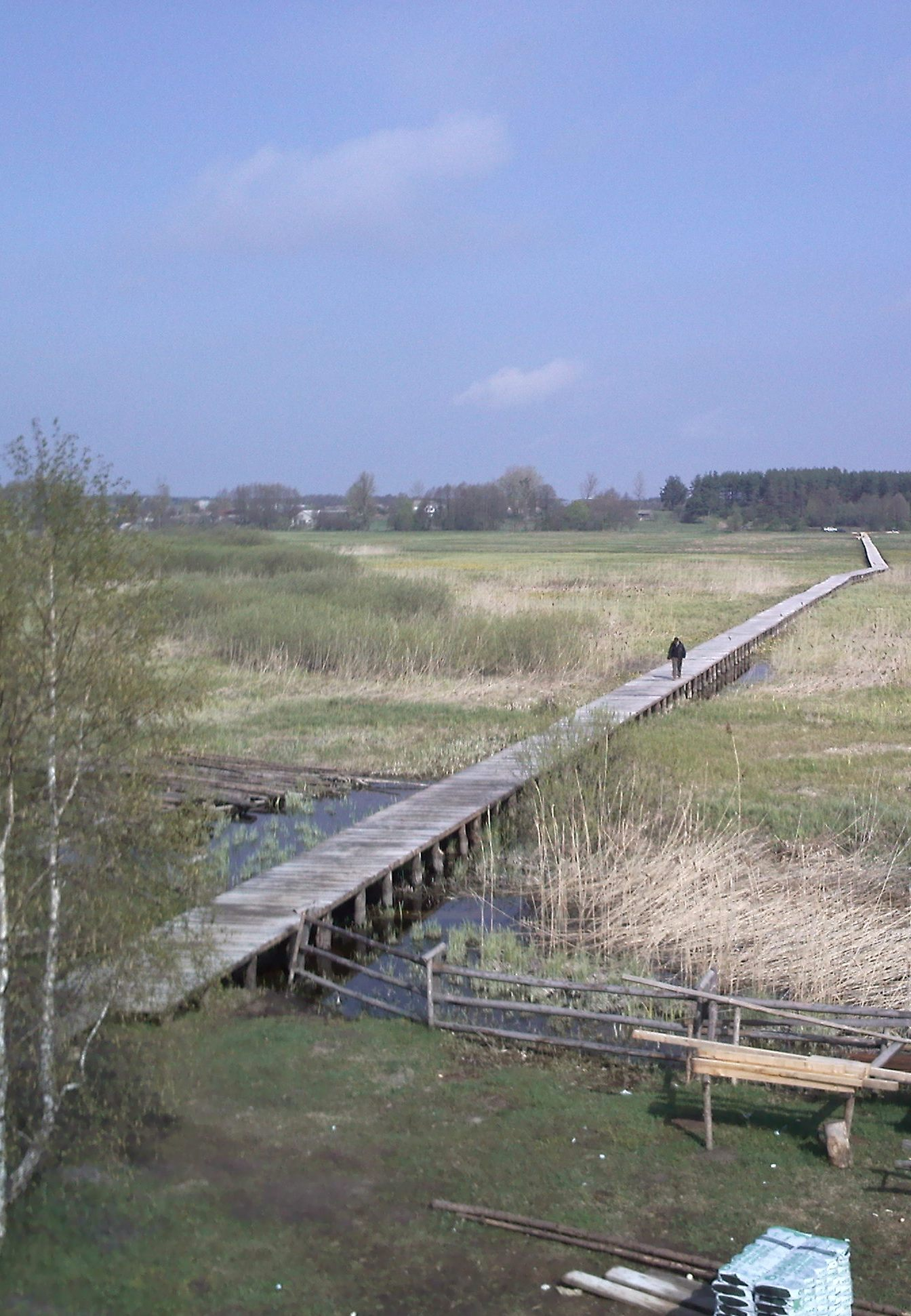
Kładka łącząca skit ze wsią Odrynki

Skit w Odrynkach powstał jako pierwszy w Polskim Autokefalicznym Kościele Prawosławnym po II wojnie światowej. Inicjatorem jego powstania był archimandryta Gabriel (Giba), który w kwietniu 2008 nie przyjął wyboru na biskupa pomocniczego diecezji przemysko-nowosądeckiej. Został wówczas pozbawiony funkcji przełożonego monasteru w Supraślu. Zwierzchnik PAKP metropolita Sawa poparł plan utworzenia skitu, do którego prowadzi przez bagna narwiańskie 800-metrowa kładka.
Wybór Odrynek na miejsce budowy skitu był związany z faktem istnienia w tej miejscowości prawosławnego klasztoru Wniebowstąpienia Pańskiego, powstałego przypuszczalnie w I połowie XVII w. i rozwiązanego w 1824. Monaster ten podlegał klasztorowi Świętego Ducha w Wilnie. Zdaniem Antoniego Mironowicza klasztor ten kontynuował tradycje monastyczne istniejące w rejonie Odrynek już wcześniej, w XVI stuleciu. Badacz ten jest zdania, że już wtedy działały tam skity, a jednym z ich patronów był św. Antoni Pieczerski.

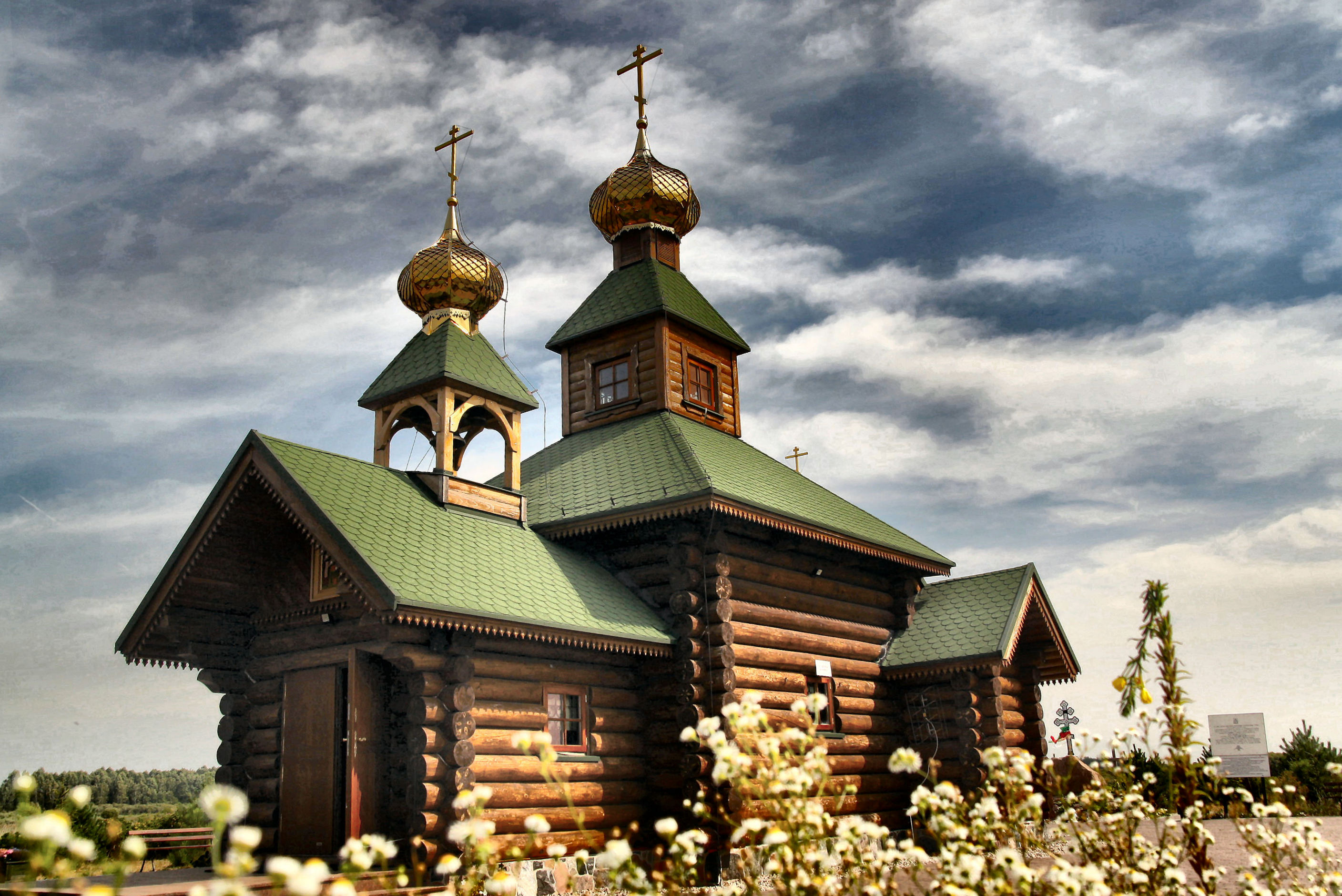
Cerkiew Opieki Matki Bożej

Uroczyste poświęcenie skitu miało miejsce 15 września 2009. Uroczystości przewodniczył metropolita warszawski i całej Polski Sawa, który określił powstanie pustelni „cudem XXI wieku”. Nabożeństwa w budowanej pustelni były jednak odprawiane już wcześniej.
W grudniu 2011 skit został zdewastowany przez nieustalonych sprawców, którzy zerwali krzyż z kopuły na bramie wjazdowej do pustelni, zniszczyli należące do niej ule i przecięli kabel agregatu prądotwórczego.
19 maja 2013 na terenie skitu konsekrowano nowo wybudowaną drewnianą cerkiew Opieki Matki Bożej. Sukcesywnie sprowadzane wyposażenie cerkwi (w tym ikonostas, ołtarz, kiot, analogiony) powstaje w pracowni braci Amanatidis w Salonikach. 1 grudnia 2016 w cerkwi wybuchł pożar, w wyniku którego zniszczeniu uległo niemal całe wyposażenie świątyni.
22 listopada 2018 zmarł założyciel, gospodarz i jedyny mieszkaniec skitu, ojciec Gabriel, który został tu pochowany. Po jego śmierci skit pozostawał niezamieszkany, a nabożeństwa celebrowane były tu w niedziele i główne święta przez duchowieństwo monasteru w Zwierkach.
W 2022 r. w skicie przebywało 3 mnichów. Nabożeństwa celebrowane są codziennie (Boskie Liturgie w soboty i niedziele).
Uznany za Cud Polski 2024.